# Kopytnik (województwo lubelskie)
Kopytnik – wieś sołecka w Polsce położona w województwie lubelskim, w powiecie bialskim, w gminie Łomazy.
| SIMC    | Nazwa      | Rodzaj    |
| ------- | ---------- | --------- |
| 0015119 | Brzeźniaki | część wsi |
| 0015125 | Cypel      | część wsi |
| 0015131 | Domaczew   | część wsi |
| 0015148 | Grotówka   | część wsi |
| 0015154 | Zakrzyk    | część wsi |

W latach 1975–1998 miejscowość administracyjnie należała do województwa bialskopodlaskiego. 
Wieś jest sołectwem w gminie Łomazy. Według Narodowego Spisu Powszechnego (III 2011 r.) wieś liczyła 162 mieszkańców i była dwunastą co do wielkości miejscowością gminy Łomazy.
Wierni Kościoła rzymskokatolickiego należą do parafii Trójcy Świętej w Huszczy.

## Historia
Kopytnik w wieku XIX opisano jako wieś w powiecie bialskim, gminie Łubienka, parafii Huszcza.

W 1827 r. było ta 41 domów 231 mieszkańców. W roku 1883 spisano 50 domów i 290 mieszkańców z gruntem  818 mórg.
Według spisu powszechnego z roku 1921 miejscowość Kopytnik posiadała 59 domów, z czego 39 mieszkalnych i 263 mieszkańców, tylko i wyłącznie Polaków pod względem narodowościowym. 262 osoby wyznawały rzymski katolicyzm, a 1 osoba była innego wyznania.
Nazwa, pochodzenie
Kopyto i Kopydło, (cytując za słownikiem Kopytnik (województwo lubelskie), [w:] Słownik geograficzny Królestwa Polskiego, t. IV: Kęs – Kutno, Warszawa 1883, s. 389.) - dawne przezwiska, dały początek nazwom: Kopytów, Kopytnik, Kopyty, Kopydłów.